# Sonorella galiurensis
Sonorella galiurensis är en snäckart som beskrevs av Henry Augustus Pilsbry och James Henry Ferriss 1919. Sonorella galiurensis ingår i släktet Sonorella och familjen Helminthoglyptidae. Inga underarter finns listade i Catalogue of Life.